# Gazella marica
Gazella marica är en art i släktet gaseller som förekommer på Arabiska halvön och i angränsande områden.
Populationen listades fram till tidiga 2010-talet som underart till krävgasell (Gazella subgutturosa). Efter genetiska undersökningar godkänns den som art. Studierna visade däremot att Gazella marica är nära släkt med edmigasell (Gazella cuvieri) och den kan i framtiden listas som underart till detta taxon.
Utbredningsområdet sträcker sig från södra Turkiet och området kring Bagdad till nästan hela Arabiska halvön. Habitatet utgörs av öknar och sanddyner. Gazella marica hittas inte i branta och klippiga regioner.
Illegal jakt är det största hotet mot beståndet. Arten jagas för köttets skull, för hudens skull som blir läder samt för hornens skull som är troféer. Vid samhällen hölls betesdjur som är konkurrenter för gasellen. Några unga exemplar fångas och tämjas som sällskapsdjur. Populationen av könsmogna exemplar uppskattas ligga mellan 1750 och 2150 gaseller. I utbredningsområdet inrättades några skyddszoner och i olika stater pågår avelsprogram. IUCN listar Gazella marica som sårbar (VU).